# Gorno Lukowo

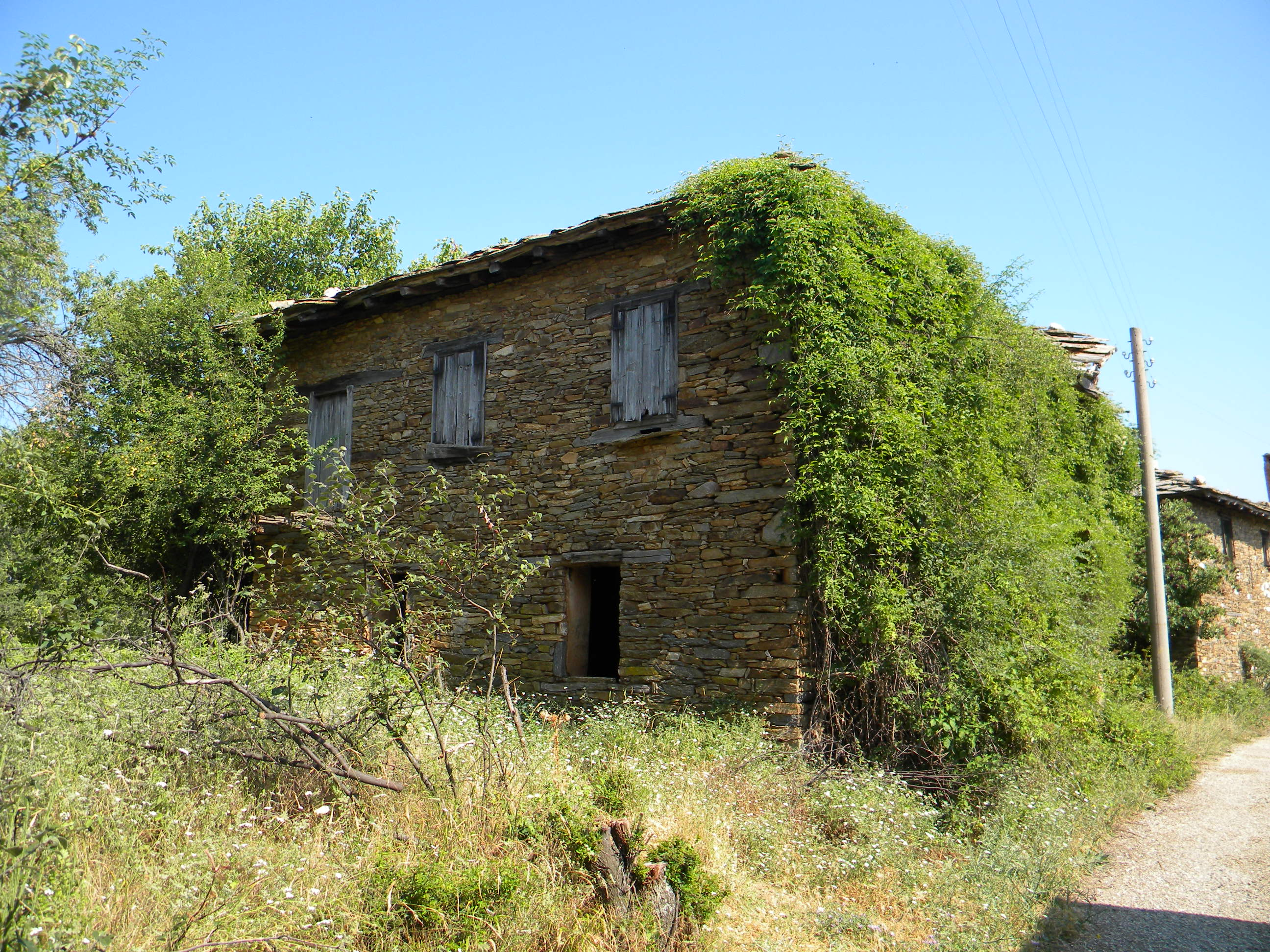
Gorno Lukowo (2012)

Gorno Lukowo, bulgarisch: Горно Луково, ist ein verlassenes Dorf im Süden Bulgariens im Gemeindegebiet von Iwajlowgrad in der Oblast Chaskowo.
Die Einwohner des ersten bulgarischen Ortes in den Rhodopen am Oberlauf des Flusses Luda reka, des griechischen Erythropotamos, mit Häusern aus Bruch- und Feldstein, in etwa tausend Meter Entfernung von der griechischen Grenze, lebten vom Bergbau und als Bergbauern u. a. von Schaf- und Ziegenhaltung und bauten Zwiebeln an. Für das Jahr 2007 wurden noch vier Einwohner gezählt, 2008 nur noch eine Bewohnerin. Das gut einen Kilometer bergabwärts gelegene Dolno Lukowo zählte 2007 noch 101 Einwohner.